# Oceano rosso
Oceano rosso (Blood Alley) è un film d'avventura statunitense del 1955 diretto da William A. Wellman, ambientato in Cina con John Wayne, Lauren Bacall e Paul Fix. È basato sul romanzo del 1955 Blood Alley di Albert Sidney Fleischman.

## Trama
Il Capitano Tom Wilder, della Marina mercantile Americana, è tenuto prigioniero in Cina da due anni, dopo che la sua nave fu catturata dai comunisti cinesi. Viene aiutato a scappare corrompendo una guardia carceraria e dandogli come travestimento la divisa da ufficiale dell'esercito sovietico. Un cinese trasporta su una barchetta Wilder fino al villaggio di Chiku Shan senza rivelargli il perché sia stato fatto fuggire dalla prigione.
La popolazione del villaggio cinese è stanca del tirannico regime dittatoriale comunista, ed è decisa a emigrare in massa a Hong Kong, porto britannico. Nella rischiosa impresa, la popolazione di 180 persone viene stipata su un traghetto, un battello a ruota, guidato da Wilder. L'imbarcazione, stracarica di persone, affronterà i continui pericoli ed insidie del periglioso viaggio lungo 300 miglia, navigando prima sul fiume e poi attraversando lo stretto di Formosa, lungo quell'"oceano rosso" controllato militarmente dai comunisti.

## Produzione
Il film, diretto da William A. Wellman su una sceneggiatura e un soggetto di Albert Sidney Fleischman (autore del romanzo), fu prodotto, non accreditato, da John Wayne per la Warner Bros. Pictures tramite la Batjac Productions e girato sulla Belvedere Island, nella contea di Colusa, a San Francisco, sul delta dei fiumi San Joaquin e Sacramento, a San Rafael e a Stockton, in California dal gennaio al marzo del 1955 con un budget stimato in 2 milioni di dollari. Il ruolo del capitano era originariamente previsto per Robert Mitchum prima di un alterco di questi con i produttori. Fu poi proposto a Gregory Peck e Humphrey Bogart ma i due rifiutarono. Alla fine Wayne accettò il ruolo e prese in mano anche la produzione tramite la Batjac. Wayne diresse anche alcune riprese dopo che il regista Wellman fu temporaneamente colpito dall'influenza.

## Distribuzione
Il film fu distribuito con il titolo Blood Alley negli Stati Uniti dal 1º ottobre 1955 al cinema dalla Warner Bros. Pictures.
Alcune delle uscite internazionali sono state:
- in Turchia nel 1956 (Kanli geçit)
- nel Regno Unito il 16 gennaio 1956 (William A. Wellman's Blood Alley)
- in Svezia il 5 marzo 1956 (Det blodiga sundet)
- in Francia il 16 marzo 1956 (L'allée sanglante)
- in Germania Ovest il 30 marzo 1956 (Der gelbe Strom)
- in Finlandia il 1º giugno 1956 (Kiinan vesillä e Verinen salmi)
- in Austria nell'agosto del 1956 (Der gelbe Strom)
- in Portogallo l'11 settembre 1956 (Aldeia em fuga)
- in Danimarca il 12 maggio 1958 (Det blodige sund)
- in Spagna (Callejón sangriento)
- in Grecia (Kitrinos heimarros)
- in Brasile (Rota Sangrenta)
- in Italia (Oceano rosso)

## Critica
Secondo il Morandini il film è "propaganda anticomunista in cadenze di racconto di avventure esotiche". Il film risulta mediocre nonostante la coppia di protagonisti, Bacall e Wayne, risulti affiatata. Altro punto a favore è la fotografia, firmata da William Clothier. Secondo Leonard Maltin il film è "piacevole intrattenimento, pezzo d'epoca".

## Promozione
La tagline è: "Adventure on the danger waters of the Orient!".